# Długoszpony
Długoszpony (Jacanidae) – rodzina ptaków z rzędu siewkowych (Charadriiformes).

## Zasięg występowania
Rodzina obejmuje gatunki zamieszkujące gęsto porośnięte brzegi rzek i jezior w Afryce, Ameryce Południowej i Środkowej, Azji Południowej i Południowo-Wschodniej oraz Australazji.

## Charakterystyka
Ptaki te charakteryzują się następującymi cechami:
- nogi wydłużone z długimi palcami i pazurami
- długość ciała (wraz z ogonem): 15–58 cm[5]
- masa ciała: 41–354 g[5]
- doskonale biegają po liściach wodnych
- dobrze pływają i nurkują
- zaznaczony dymorfizm płciowy (samice większe od samców)
- żywią się owadami, mięczakami i nasionami
- pisklęta są zagniazdownikami.

## Systematyka
Do rodziny należą następujące rodzaje:
- Jacana Brisson, 1760
- Hydrophasianus Wagler, 1832 – jedynym przedstawicielem jest Hydrophasianus chirurgus (Scopoli, 1786) – długoszpon chiński
- Actophilornis Oberholser, 1925
- Metopidius Wagler, 1832 – jedynym przedstawicielem jest Metopidius indicus (Latham, 1790) – długoszpon białobrewy
- Irediparra Mathews, 1911 – jedynym przedstawicielem jest Irediparra gallinacea (Temminck, 1828) – długoszpon koralowy
- Microparra Cabanis, 1877 – jedynym przedstawicielem jest Microparra capensis (A. Smith, 1839) – długoszpon mały